# Anna Maus
Anna Maus (* 2. April 1905 in Frankenthal; † 27. April 1984 ebenda) war eine deutsche Heimatkundlerin, Kommunalpolitikerin und in der Sozialfürsorge tätig.

## Leben
Anna Maus wurde als Tochter eines Bahnexpeditors geboren. Sie besuchte ein Gymnasium, absolvierte verschiedene Fachschulen und wurde 1926 Sozialarbeiterin. Sie engagierte sich vor allem im kirchlichen Bereich; ihr Bruder war Priester. 1934 wurde sie von den Nationalsozialisten als „politisch unzuverlässig“ eingestuft. In der Folge verlor sie ihre Arbeit. Sie studierte Theologie und nahm eine Tätigkeit als Pfarrhelferin und Religionslehrerin auf. Nach dem Zweiten Weltkrieg wurde sie Sozialfürsorgerin bei der Stadtverwaltung Frankenthal. Anna Maus wurde 1946 Mitglied der CDU und war dann 15 Jahre Vorsitzende der Frauenvereinigung in Rheinland-Pfalz. Von 1952 bis 1956 war sie Stadträtin in Frankenthal und von 1952 bis 1956 gehörte sie dem Bezirkstag an. Von 1978 bis 1984 war sie Vorsitzende des Frankenthaler Altertumsvereins. Anna Maus befasste sich mit der lokalen Geschichte und veröffentlichte mehrere Bücher, so zum Beispiel über die Frankenthaler Porzellanmanufaktur und eine Chronik über Eppstein.

## Auszeichnungen
- Anna-Maus-Saal in Studernheim
- Anna-Maus-Straße in Frankenthal (Pfalz)
- 1984 Gedenkstein in der katholischen Kirche Studernheim
- 1977 Bürgerplakette der Stadt Frankenthal
- 1975 Bundesverdienstkreuz am Bande
- 1956 Konrad-Adenauer-Plakette
- Ehrenurkunde des Ministerpräsidenten von Rheinland-Pfalz für Männer und Frauen der "ersten Stunde"

## Werke
- Vom Philanthropin zur Mädchenoberschule: 1782 – 1957. Die Geschichte der Karolinenschule zu Frankenthal/Pfalz. Trautheim über Darmstadt, Mainz, Mushake, 1958
- Die Porzellaner der Manufaktur Frankenthal, Zusammengestellt aus Akten und Kirchenbüchern. Speyer 1963
- Eppstein, Beiträge zur Geschichte eines vorderpfälzischen Dorfes, Anna Maus und Paul Habermehl. Frankenthal/Pfalz: Kreisvolksbildungswerk 1970
- Die Geschichte der Stadt Frankenthal und ihrer Vororte. Frankenthal 1970
- Liederkranz Frankenthal von 1840 e.V., Chronik von 1840 bis 1980. Frankenthal 1980